# Controlador de videojuego

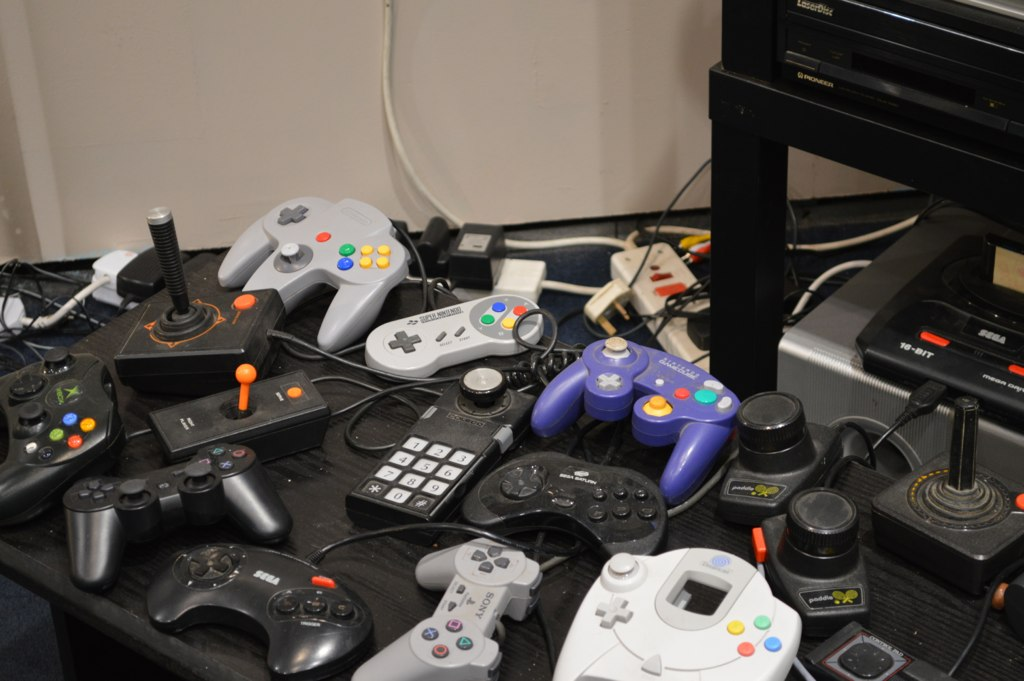
Existen muchos tipos de controladores de videojuego.

Un controlador de videojuegos es un periférico de entrada usado para controlar videojuegos.
Normalmente, un controlador está conectado a una videoconsola o a una computadora.
Un controlador de videojuegos puede ser un teclado, un ratón, una palanca de mando, un mando, una palanca u otro dispositivo diseñado para jugar que pueda recibir entradas. También existen dispositivos especiales, como volantes para videojuegos de carreras, o pistolas de luz para videojuegos de disparos.
Algunos, como el teclado y los ratones, son dispositivos genéricos que además se utilizan como controladores de videojuegos.

## Tipos de controladores

### Mando

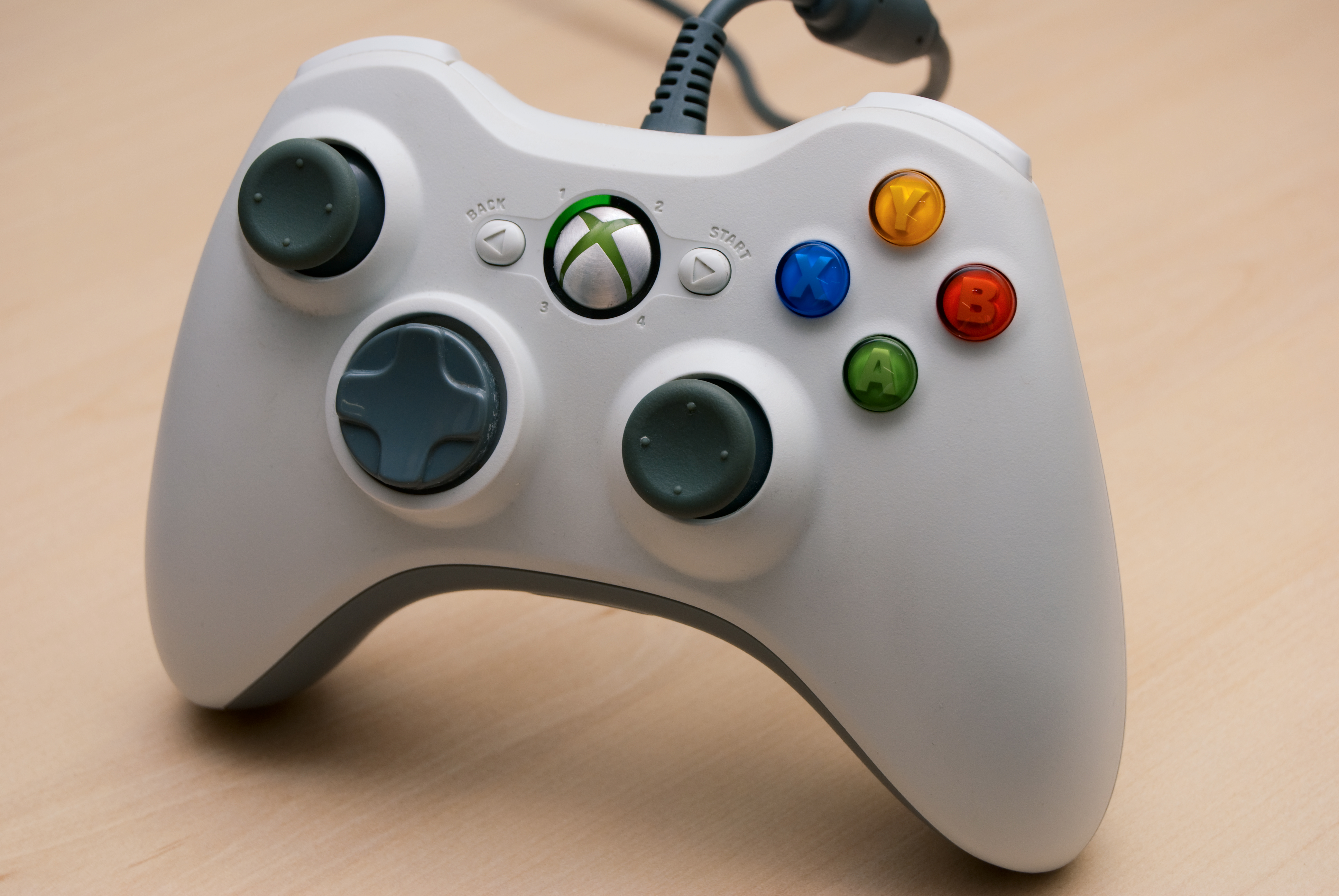
Un mando de Xbox 360.

Un mando es un tipo de controlador de videojuegos que se sujeta con las dos manos, de manera que los dedos (en especial los pulgares) se usan para la entrada de datos.
Los mandos de videojuegos modernos, suelen tener una o varias palanca analógicas, botones situados a lo largo del los bordes del mando llamados gatillos, una cruceta, y un motor interno que proporciona tecnología háptica.
Los mandos son el principal método de entrada de las videoconsolas modernas. Además están disponibles para computadoras, aunque no todos los juegos para computadora soportan mando, muchos deben jugarse con teclado y ratón.

### Paddle

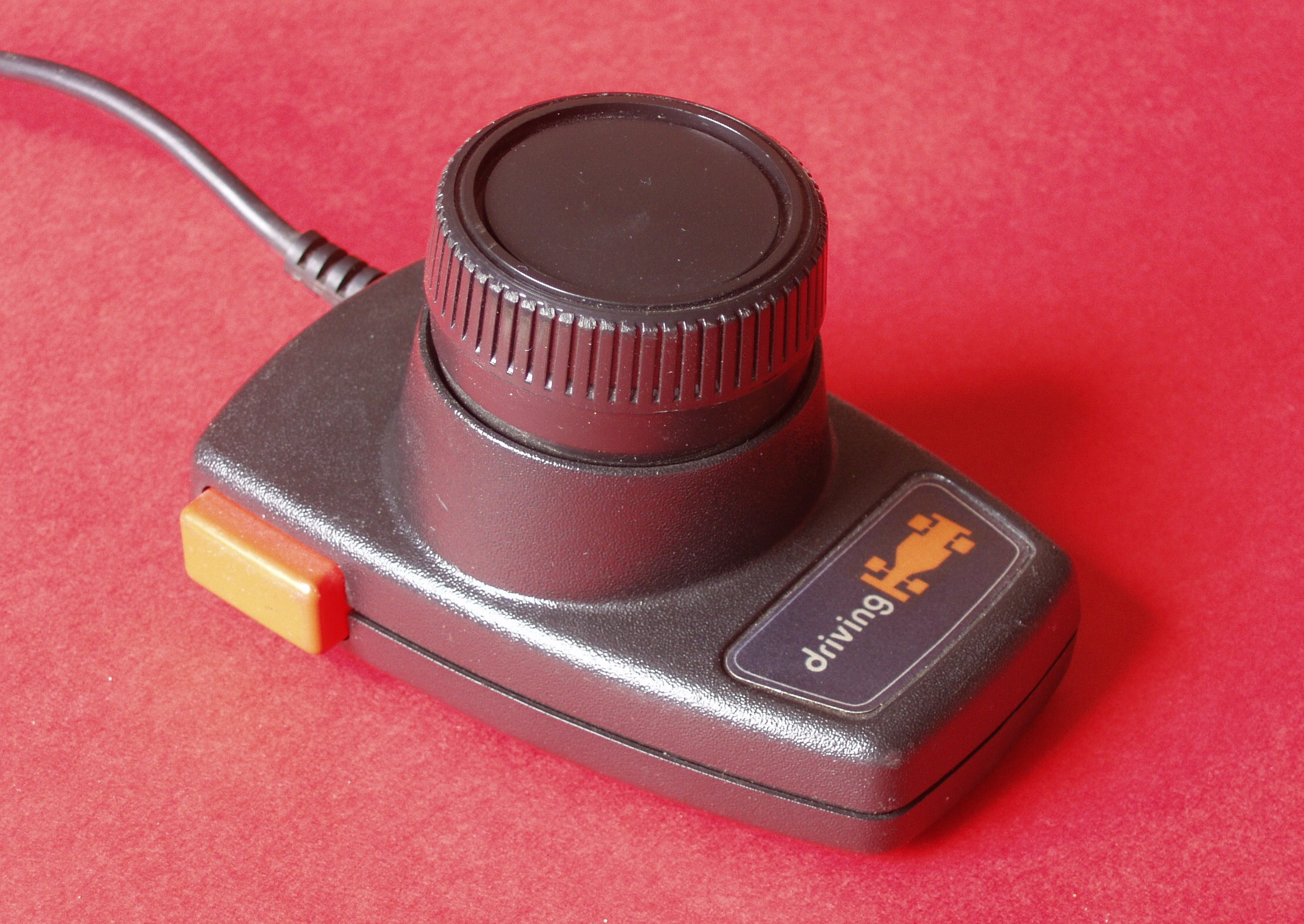
Paddle de la Atari 2600.

Es un controlador que contiene una rueda giratoria y varios botones para disparar. Es usado normalmente para controlar los movimientos del jugador o de un objeto a lo largo de un único eje de la pantalla. El controlador de paddle fue uno de los primeros controladores analógicos. Han ido desapareciendo conforme los juegos "paddle and ball" han ido perdiendo popularidad..

### Palanca de mando
La palanca de mando o joystick puede conectarse mediante USB, en paralelo, etc.

#### Palanca de mando de vuelo
Es un periférico que es similar al control de mando de una aeronave. Consta de una palanca que gira sobre uno de los extremos, transmitiendo el ángulo de giro en dos o tres dimensiones a la computadora. A menudo es usado en simuladores de vuelo.  Los controladores HOTAS (hands on throttle-and-stick), que incluyen hardware adicional para simular controles de la válvula reguladora y de timón, son populares entre los fanáticos del género.

#### Palanca de mando arcade

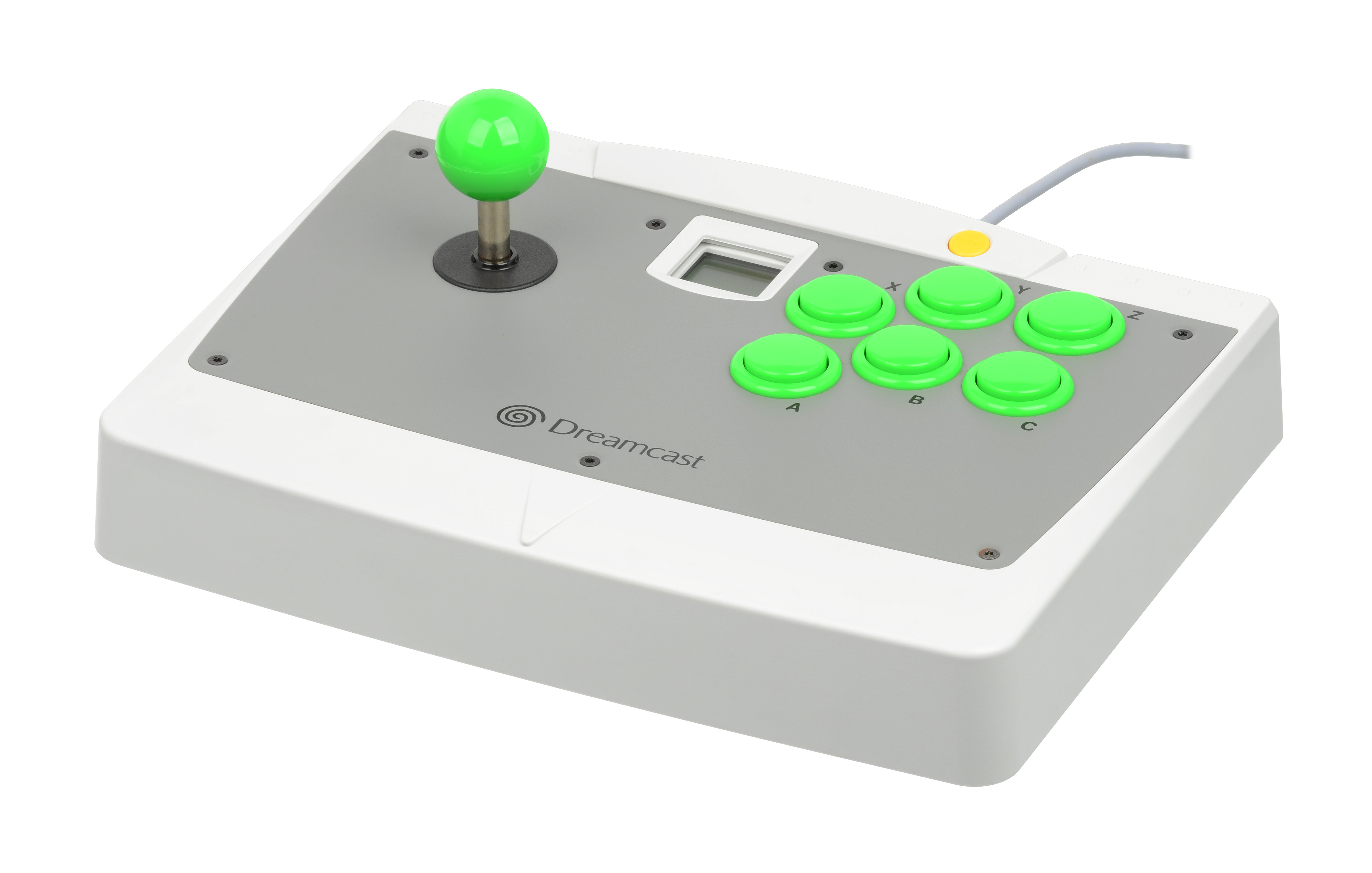
Controlador arcade para la Dreamcast.

Este dispositivo es un joystick que se asemeja a los usados en las máquinas arcade. Posee un mango con un agarrador en forma de esfera y varios botones para realizar acciones en el juego. Normalmente se tiene el joystick a la izquierda y los botones a la derecha. Hay ocasiones en las que esta disposición se presenta a la inversa, o con el joystick en el centro y los botones a ambos lados.

### Pantalla táctil

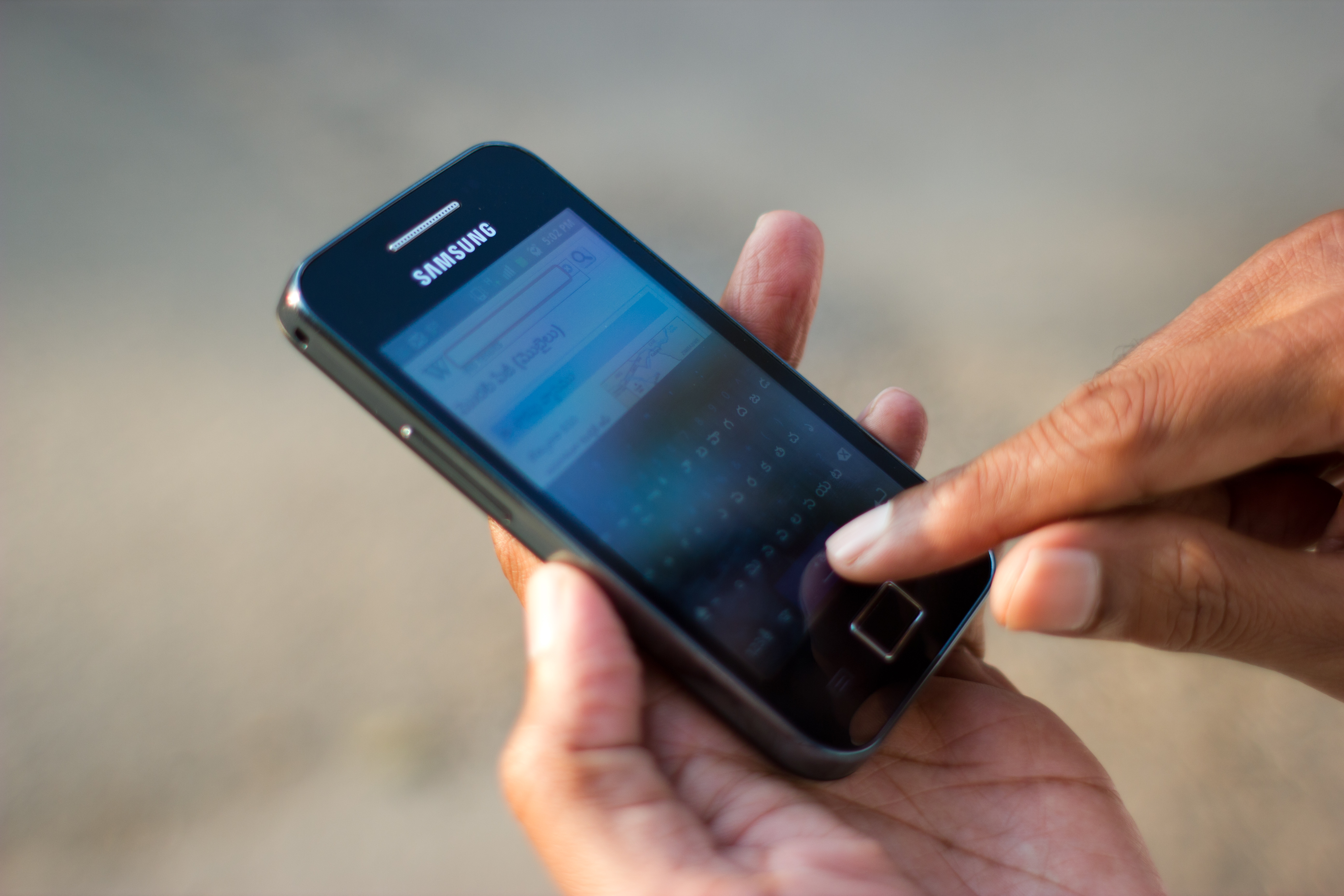
Pantalla táctil de un teléfono inteligente

Una pantalla táctil es un dispositivo de entrada que permite al usuario interactuar con la computadora o dispositivo portátil tocando la pantalla. La primera vez que fue usada fue en la consola Game.com de Tiger. Nintendo popularizó su uso en videojuegos con la videoconsola Nintendo DS; otros sistemas, como la Tapwave Zodiac y la mayoría de las PDA y teléfonos móviles, han incluido este sistema.
Las pantallas táctiles modernas usan una fina, duradera y transparente capa de plástico encima de la pantalla de cristal. La localización de la zona que tocamos es calculada por la densidad de carga de los ejes X e Y, la cual varía según en la zona en la que toquemos.

### Pistolas

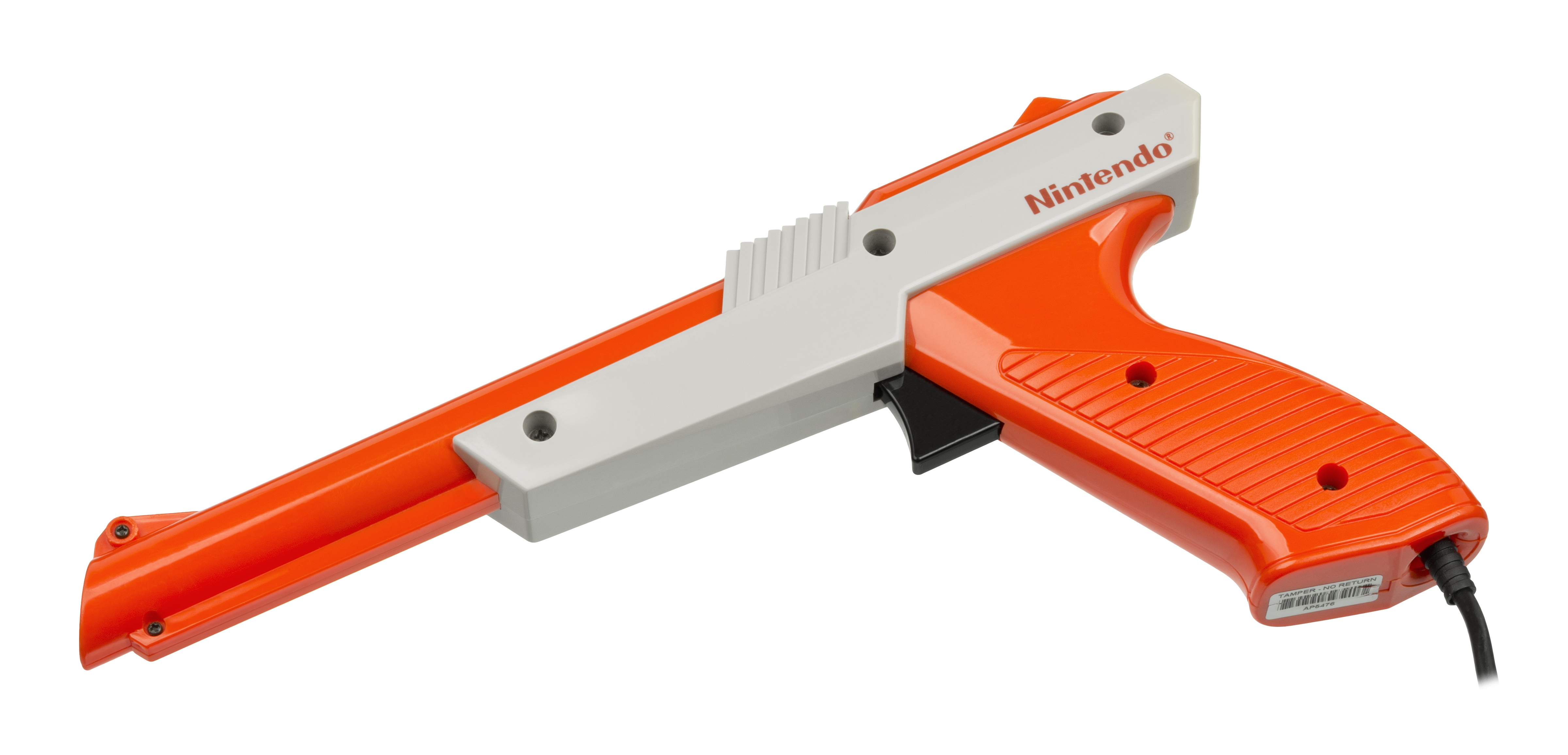
Pistola de luz Nintendo Zapper.

Una pistola láser es un periférico usado para “disparar” a objetivos en la pantalla. Suelen recordar armas de fuego reales. Su uso está limitado a juegos de tipo “rail shooter”. La primera pistola láser fue lanzada por Magnavox Odyssey. Después, Nintendo lanzó un estándar para su Famicom y su NES (Nintendo Entertainment System). Nintendo además lanzará un cartucho para la Wii.

### Teclado y ratón

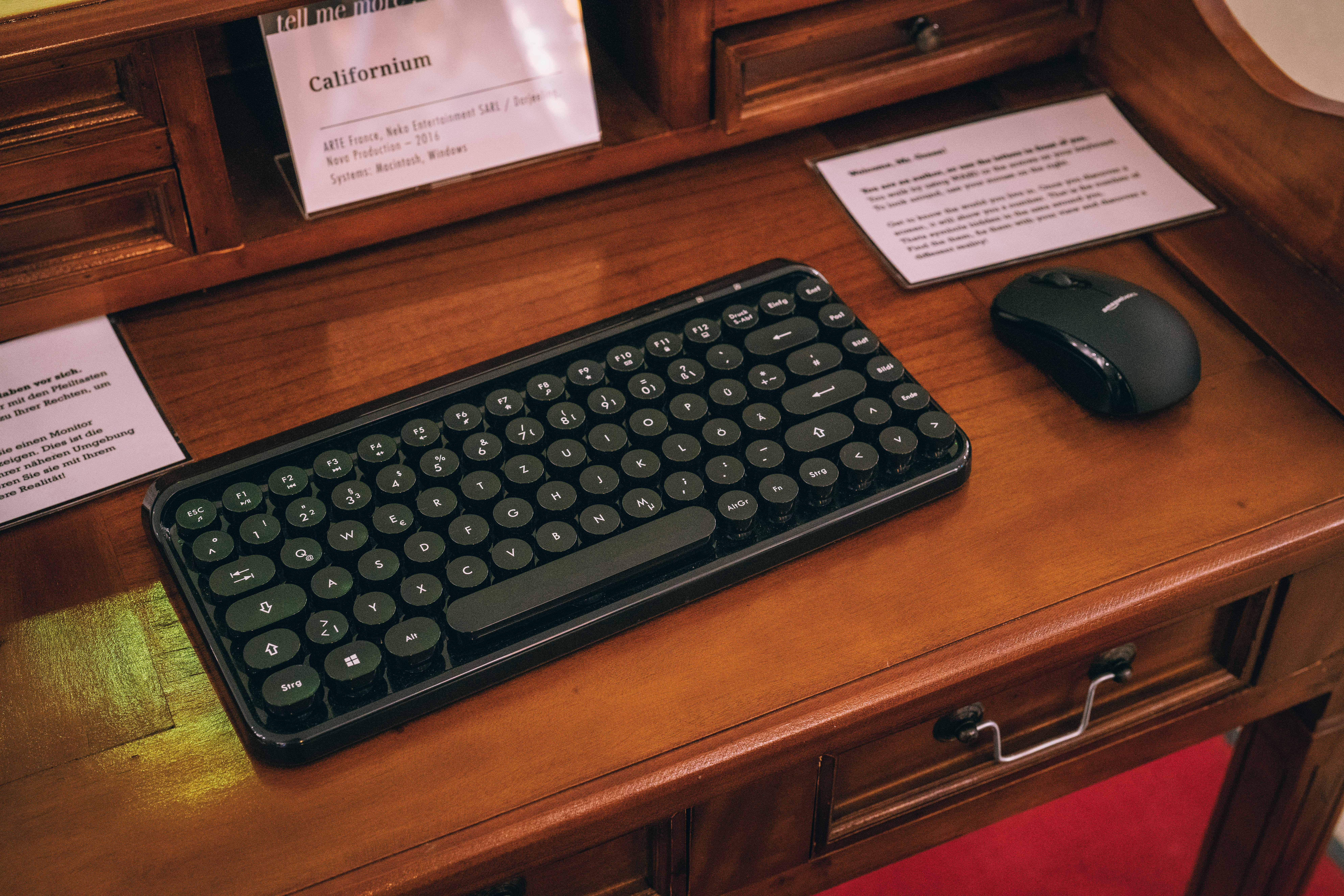
Teclado y ratón.

El teclado y el ratón son dispositivos de entrada típicos de una PC y son actualmente los principales controladores de juegos para computadoras. Algunas consolas de videojuegos también pueden funcionar con teclado y ratón. El teclado de la computadora está basado en el de la máquina de escribir y fue diseñado para introducir texto escrito. Un ratón es un dispositivo apuntador que se sujeta con la mano, usado como complemento al teclado. Para juegos, normalmente el teclado se usa para controlar los movimientos del personaje mientras que el ratón es usado para controlar la cámara o para apuntar.
El teclado numérico (conjunto de teclas con, al menos, los números del 0 al 9, situados en forma de cuadrado), que forma parte del teclado, es también usado como controlador de juegos. Puede encontrarse en un gran número de dispositivos, como en consolas actuales, y normalmente incrustado en un joystick o en un paddle.

### Trackball

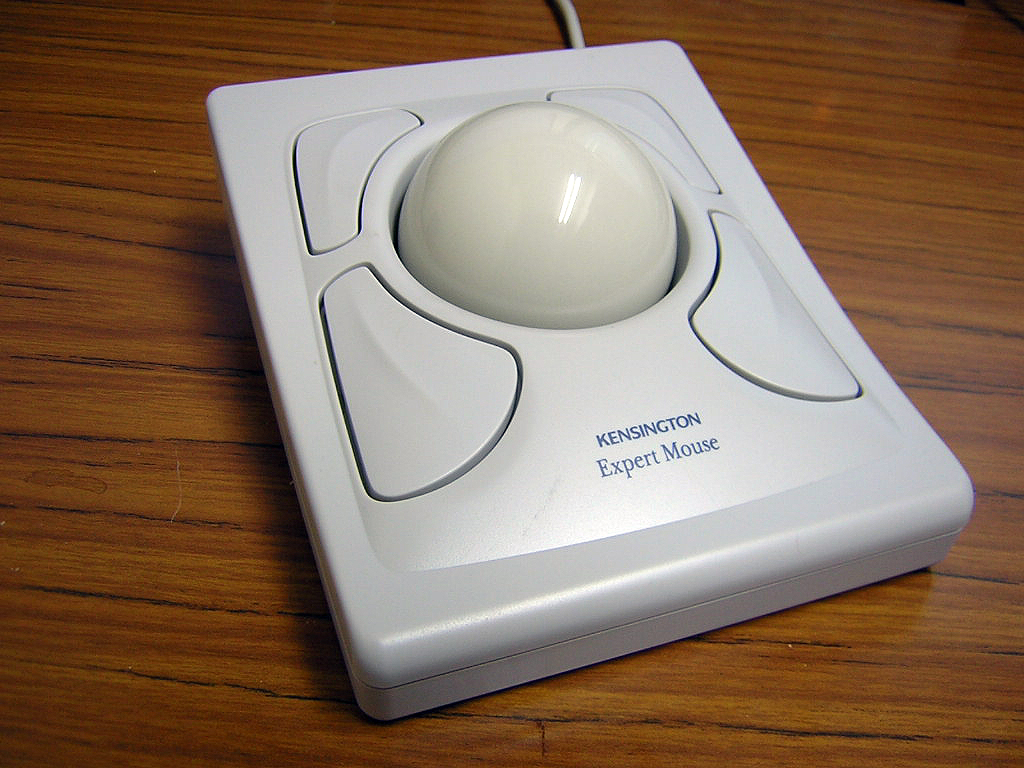
Trackball.

Un trackball es un ratón invertido el cual es manipulado con la palma de la mano. Tiene la ventaja de que no se necesita mucho espacio para manipularlo y es tan rápido como se pueda girar la esfera.

### Volante

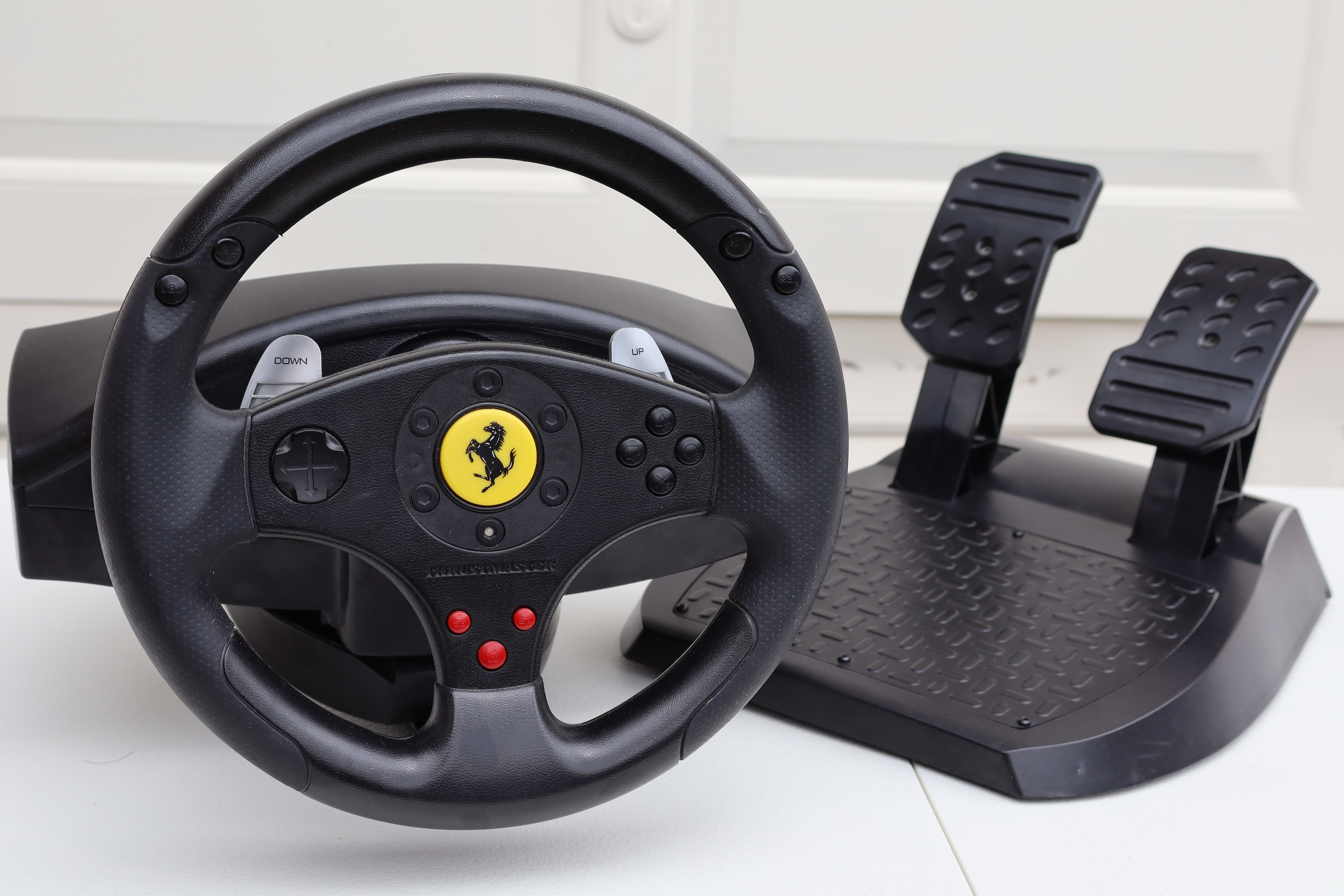
Volante de videojuegos con pedales

El volante, esencialmente una versión mayor del paddle, es usado para videojuegos de carreras como rFactor, Live for Speed, Gran Turismo, Forza Motorsport y Need for Speed. Muchos incluyen la tecnología force feedback, es decir, diseñados para dar la misma sensación que se tienen al conducir un coche real, (dureza en la dirección, tirada en curva, baches, etcétera) aunque el nivel de realismo alcanzado depende del juego y la configuración del mismo. Normalmente vienen con 2 pedales para controlar el acelerador y el freno, aunque en los volantes más avanzados se incluye un tercer pedal para controlar el embrague. Se puede cambiar de marcha con un paddle o Léva, con una palanca de cambios en modo secuencial que se mueve adelante o atrás o con una palanca en "H" que simula el cambio de .los vehículos reales utilizando un embrague. La mayoría de los volantes giran sólo 200 o 270 grados, pero algunos, como el Logitech Driving Force Pro, Logitech G25, y Logitech G27, pueden girar 900 grados como un vehículo real.
El paddle Namco JogCon estuvo disponible para el juego  R4: Ridge Racer Type 4 de PlayStation. Al contrario que los volantes de videojuegos “reales”, el JogCon estaba diseñado para ajustarse a la mano del jugador. Su tamaño menor (su diámetro era como el de una lata de coca-cola) le hace parecerse al volante jog-and-shuttle utilizado en algunas VCRs (Videograbadora).

### Otros

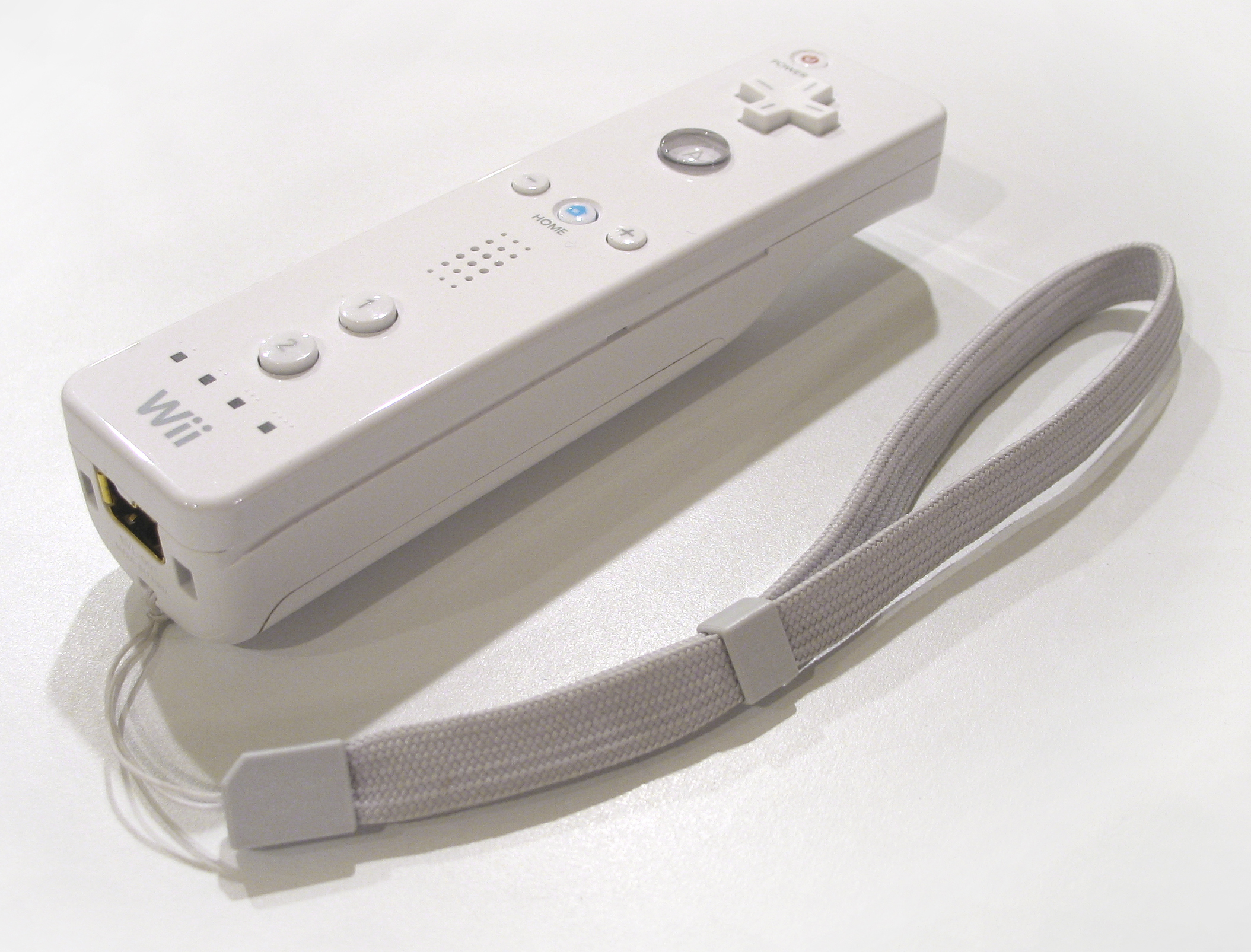
Wii Remote.

- En menor escala, otros hardwares como el controlador de trenes (disponible después de que el Simulador de Trenes de Microsoft fuera lanzado), controladores de pinball y consolas con mini-botones para juegos de estrategia, fueron lanzados en el pasado, pero su popularidad fue limitada a los fanáticos del género.
- El dance pad, esencialmente un gamepad consistente en una rejilla sensible a la presión de las pisadas que se muestra en forma de alfombra, ha sido muy exitoso gracias a la popularidad de los juegos rítmicos como Dance Dance Revolution y Pump It Up. El dance pad fue introducido por Atari 2600 con el nombre de "Exux Foot Craz pad". Posteriormente, Nintendo compró la tecnología de Bandai y la usó en su "Power Pad", para las consolas Famicom y Nes.
- Los controladores de juegos rítmicos se parecen a instrumentos musicales como guitarras y baterías (Guitar Hero, GITADORA), timbales (Donkey Konga), maracas (Samba de Amigo) o el control Nemsys (Sound Voltex). Tienen también bastante éxito en máquinas recreativas y consolas caseras. En juegos de DJ como beatmania IIDX incluye un disco además de una serie de teclas (sin contar START ni SELECT).
- Un ejemplo reciente de la especialización de los controladores de juego es los cuatro pulsadores incluidos en los juegos de PlayStation 2 Buzz! (2005, 2006), que consisten en un concurso de preguntas. Estos controladores están claramente inspirados en los concursos de la televisión.
- El sistema Wii de Nintendo utiliza un nuevo tipo de controlador llamado Wii Remote. Está provisto de sensores de movimiento y puede detectar su localización exacta y orientación en el espacio tridimensional. Más tarde su rival Sony creó para la PlayStation 3 el PlayStation Move
- NeGcon es un controlador para juegos de carreras de PlayStation. Físicamente es como un gamepad pero sus mitades derecha e izquierda pueden girar respecto de la otra mitad, haciendo de este una variación de los paddles.
- El Atari Driving Controller fue el controlador de la Atari 2600, diseñado específicamente para el juego Indy 500. Se parece a un paddle pero su volante puede girarse continuamente en ambas direcciones. La fricción evita que el volante gane fuerza.
- Algunos juegos han tenido éxito al usar un casco o un micrófono como controladores secundarios, como Hey You Pikachu! y las series SOCOM: U.S. Navy SEALs. El uso de estos micrófonos permite a los jugadores dar órdenes al juego, controlando compañeros de equipo (como en SOCOM) y otros personajes con inteligencia artificial (Pikachu) o poder cantar en compañía de otros jugadores como  Singstar.
- Algunos juegos utilizan una cámara como método de entrada como EyeToy o Kinect. Juegos como Dance Evolution o Just Dance han popularizado el uso de esa cámara.

## Evolución de los controladores de videojuegos
- Los primeros controladores de videojuegos fueron bastante simples. Uno de los primeros controladores fue el "Brown Box" de Magnavox, lanzado en 1972, que tenía solo un par de botones y una palanca de mando. Otros primeros controladores, como el de la Atari 2600, eran similares en diseño y función.
- En la década de 1980, los controladores de videojuegos comenzaron a evolucionar con la adición de más botones y palancas de mando. Los controladores de la consola NES de Nintendo, por ejemplo, tenían un diseño icónico con dos botones de acción y una cruz de control de ocho direcciones.
- La década de 1990 vio la introducción de controladores con joysticks analógicos y gatillos, como el DualShock de Sony para la PlayStation original y el controlador de la consola Nintendo 64.
- En la década de 2000, los controladores inalámbricos se hicieron populares, lo que permitió a los jugadores moverse libremente sin cables incómodos. Además, los controladores comenzaron a incorporar pantallas táctiles, como en el caso del controlador Wii U de Nintendo.
- En la década de 2010, los controladores han seguido evolucionando para mejorar la experiencia de juego. Los controladores de realidad virtual, como los controladores Oculus Touch, ofrecen una experiencia más inmersiva y realista. Además, los controladores personalizados y la capacidad de conectar múltiples controladores para una experiencia de juego cooperativo se han vuelto cada vez más comunes.

## Longevidad del hardware

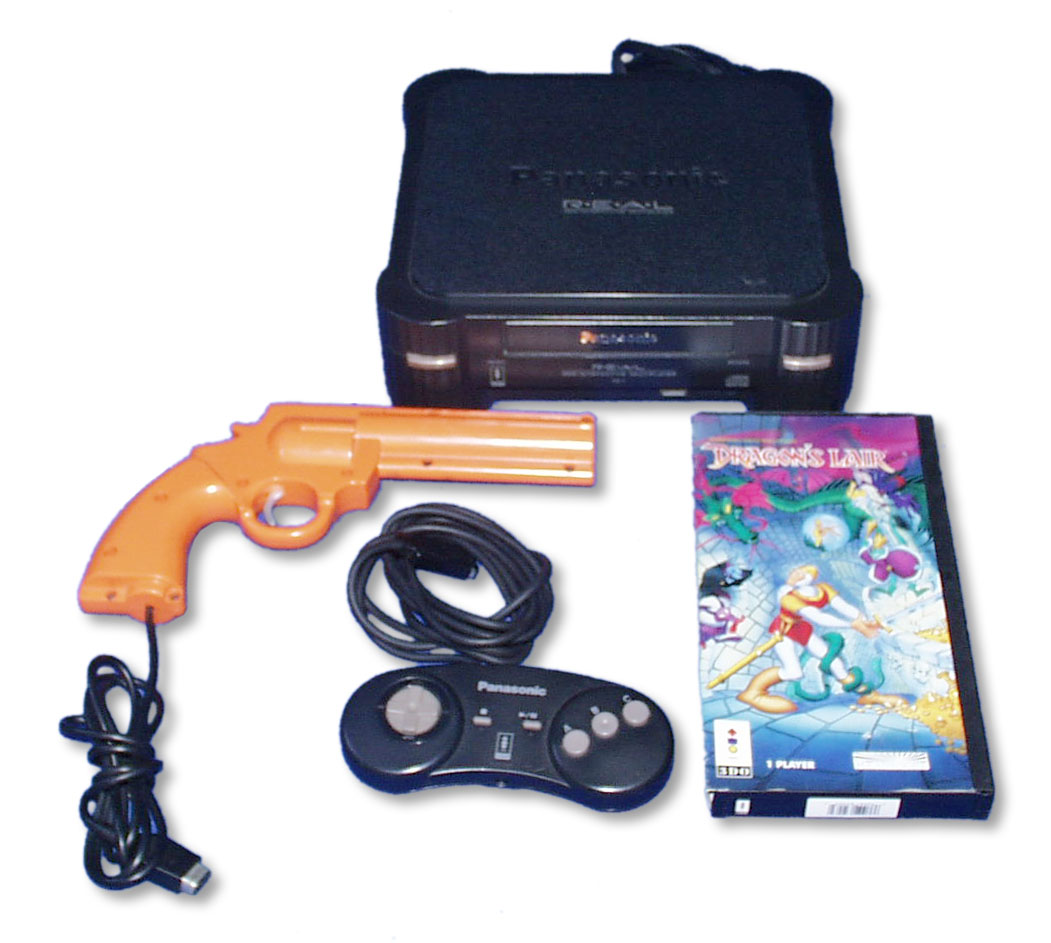
Videoconsola (arriba), pistola (izquierda), palanca de mando o joystick (centro-abajo) y videojuego (derecha-abajo).

Dado el número de piezas de goma móviles y delicadas presentes en los controladores, es de esperar que tras un uso prolongado, algunos de los botones pierdan sensibilidad debido al deterioro de la goma que los conecta con el circuito integrado. Incluso las cubiertas externas de plástico de los joysticks y volantes pueden romperse si se usan violentamente. La trituración de botones y el bamboleo de joysticks fueron responsables de la rotura de muchos controladores hasta mediados de la era de los 16-bits, cuando tales juegos fueron pasando de moda.
Incluso joypads mejor construidos, capaces de aguantar el desgaste mecánico durante años, pueden quedar inservibles por el desarrollo de juegos que requieren más botones o funciones, o cambios en las interfaces usadas, dejándolos así obsoletos. Por ejemplo, el aumento de botones y ejes requeridos por los simuladores de vuelo y el desuso de la interfaz del puerto de juegos de la PC han dejado muchos controladores funcionales de PC inservibles. El fin de una generación de consolas suele implicar la obsolescencia de una consola y sus controladores.

## La salud y los videojuegos
Debido a que el controlador es el modo más común de interactuar con un videojuego, este debe ser diseñado ergonómicamente para resultar cómodo a la mayoría de sus usuarios potenciales y así evitar daños como el síndrome del túnel carpiano. La mayoría de los controladores están diseñados para adoptar una posición relajada de la mano, lo que ha dado origen a los «cuernos».
Sin embargo, es casi imposible encontrar una solución ideal ya que la edad de un jugador habitual de videoconsolas abarca un gran rango (desde niños de corta edad hasta adultos y ancianos). La videoconsola Xbox, por ejemplo, tenía un controlador demasiado grande para la mayoría de los jugadores cuando fue lanzada al mercado; sin embargo, algunos jugadores con dedos largos se sentían más cómodos con esta primera versión que con la más pequeña que salió después (modelo Type-S).[cita requerida]
Los «Dedos de Nintendo» fue un término acuñado a principios de los años 1990 después de que los jugadores de videojuegos tuvieran sus pulgares muy doloridos e incluso presentaran ampollas debido a la dureza de los botones. Un fenómeno más común y menos peligroso, conocido como el "Calambre de Nintendo", consistía en calambres en los pulgares y en la palma de la mano. Esto suele ocurrir cuando se usan controladores más pequeños. En realidad, esto último puede ocurrir en cualquier dedo si se mantiene una posición arqueada de la mano por un largo tiempo, y es menos dañino que los "Dedos de Nintendo".